# Нью-Айленд (Фолклендские острова)
Нью-Айленд (англ. New Island, исп. Isla de Goicoechea) — остров в составе архипелага Фолклендские острова, который находится в южной части Атлантического океана.

## География
Расположен в западной части архипелага, к северу от острова Бивер, примерно в 238 км к западу от города Порт-Стэнли. Площадь — 11,81 км². Составляет около 13 км в длину при средней ширине 750 м. Высшая точка острова — 226 м над уровнем моря. Берега скалисты и каменисты, имеются песчаные бухты. Возле Нью-Айленда имеется несколько мелких прибрежных островков.

## История
Длительное время остров использовался как база китобоев, как пастбище для овец, а иногда — для сбора гуано. С 1972 года территория острова является заповедником.

## Флора и фауна
Растительность представлена преимущественно травами. Здесь нет деревьев, однако, некоторые виды кустарников были интродуцированы. Фауна включает южного морского слона, морских котиков и южного морского льва. После того, как фолклендская лисица была истреблена, на острове не осталось никаких аборигенных наземных млекопитающих. Имеется популяция интродуцированных американских кроликов.
Международная организация BirdLife International определяет Нью-Айленд как ключевую орнитологическую территорию. Птицы включают папуанского, хохлатого и магелланова пингвинов, тонкоклювую китовую птичку, арктического синеглазого баклана, магелланову чайку, чернобрового альбатроса, бурого поморника, фолклендскую утку-пароход, красноголового гуся и др.